# 赫盧希夫齊

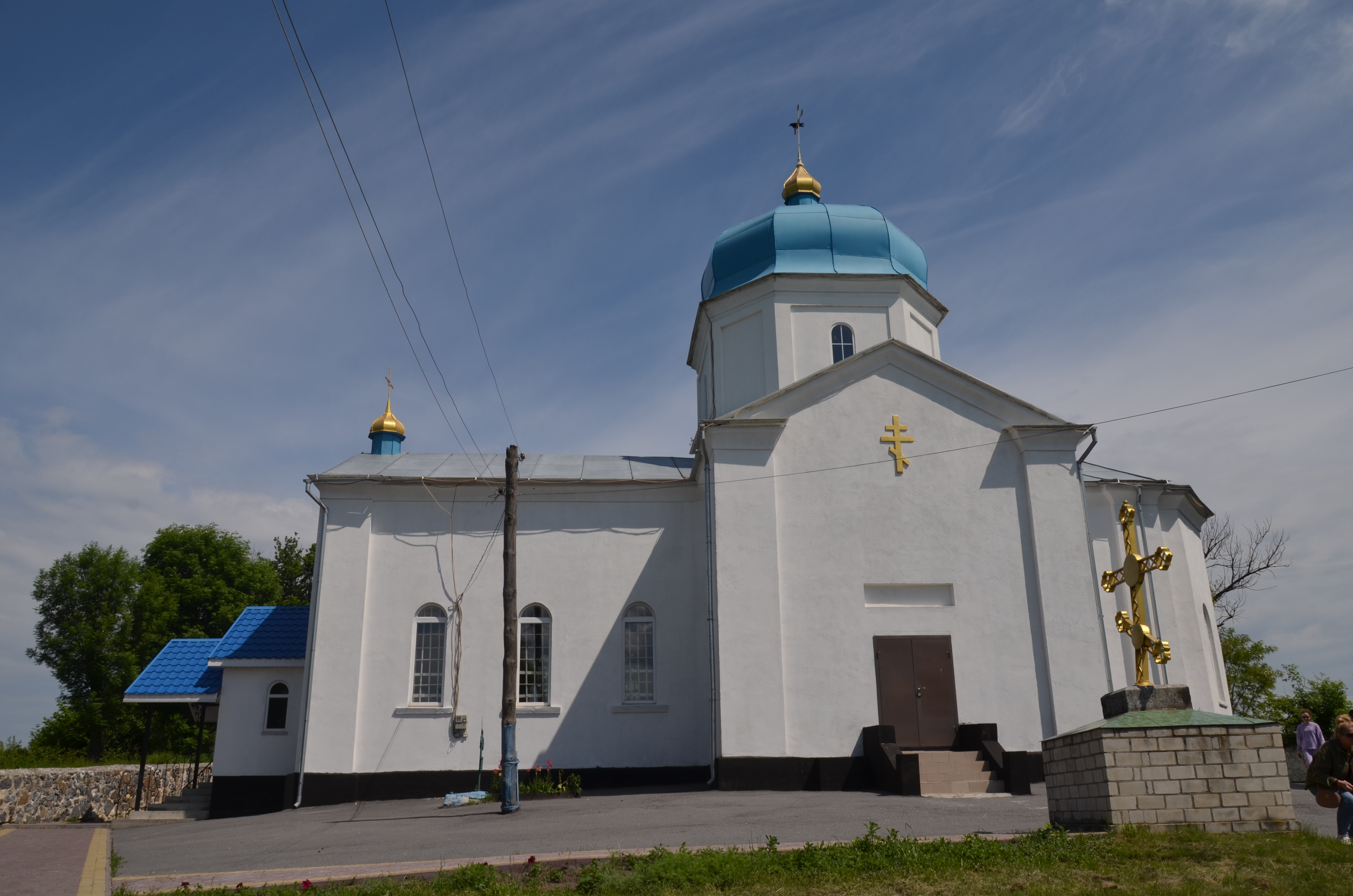
教堂

赫盧希夫齊（羅馬化：Hlukhivtsi）是烏克蘭西南部文尼察州赫米利尼克區赫卢希夫齐市镇内的市級鎮及行政中心。面積6.38平方公里，海拔高度267米，2011年人口3,463，人口密度每平方公里543人。